# 次地球

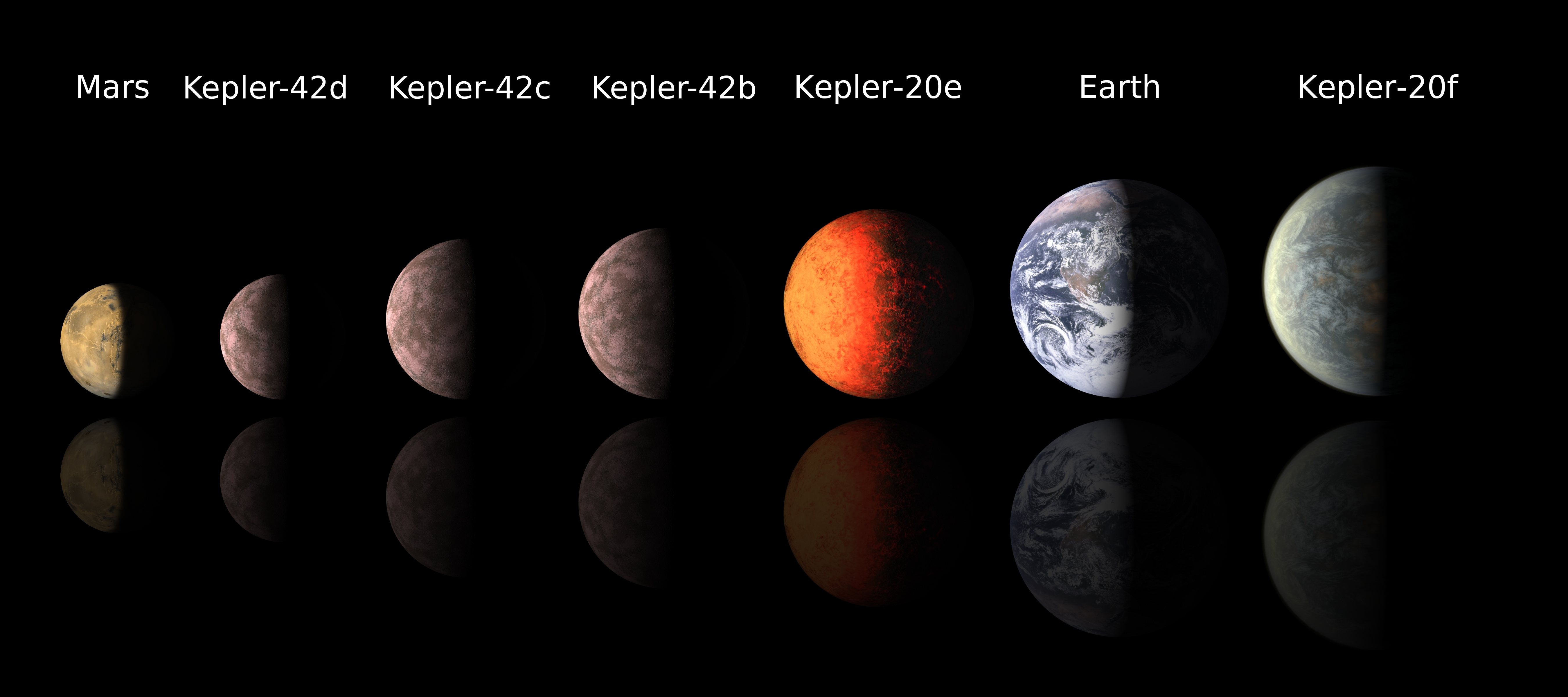
地球、火星、系外行星克卜勒20和克卜勒42的大小比較。

次地球是規模（質量）遠小於地球和金星的行星，目錄中包括太陽系的水星和火星。因為它們的小尺寸和低質量，只能產生微弱的信號，是最難檢測出的太陽系外行星。儘管如此的困難，發現的第一顆系外行星是繞著毫秒脈衝星 PSR B1257+12的次行星。
太空望遠鏡克卜勒打開發現次地球的契機。在2012年1月10日，克布勒發現三顆環繞著克卜勒42的次地球。迄2014年6月，克卜勒已經確認45顆比地球小的系外行星，其中17顆的半徑是0.8 Rⴲ。此外，還有310顆行星候選者的半徑估計是1 Rⴲ，以及135顆是小於0.8 Rⴲ。
由於低重力和磁場微弱，使得母恆星的輻射可以消蝕它們的大氣層，因此次地球通常缺乏大氣層。由於尺寸小，除非在其軌道接近母恆星時有強大的潮汐力，次地球才會有短時間的地質活動。